# Seminario vescovile di Fiesole

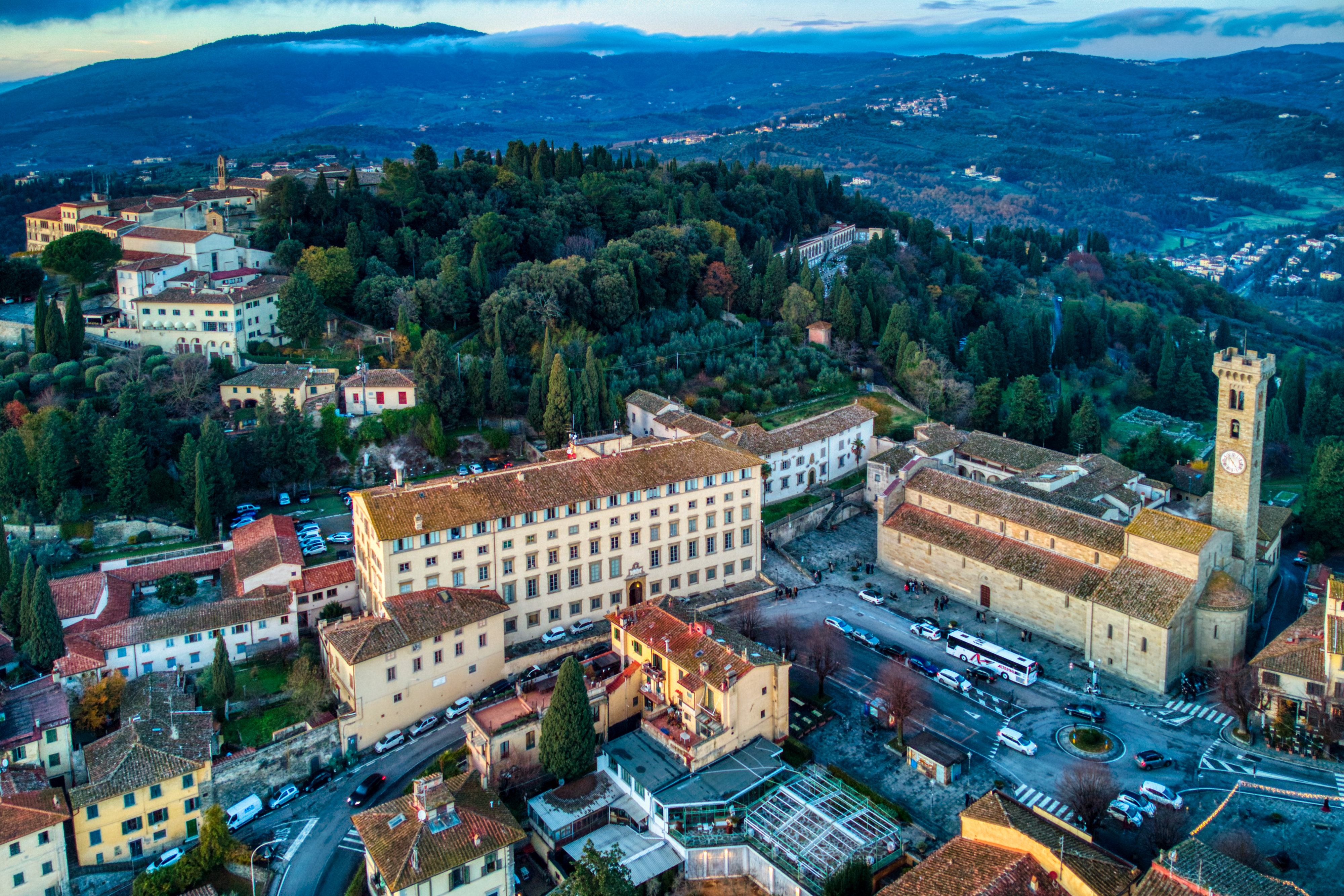
Il Seminario vicino Piazza Mino e Duomo di Fiesole

Il Seminario vescovile di Fiesole si trova in piazza Mino da Fiesole 1.

## Storia e descrizione
Fu fondato nel 1637 dal vescovo Neri Altoviti, mentre il palazzo lo fece costruire a sue spese Lorenzo della Robbia, ultimo discendente dell'illustre famiglia, ed era in proporzioni più ridotte delle attuali. Successivamente molti vescovi fiesolani curarono il Seminario, accrescendone il materiale scientifico, con aule di fisica, chimica, storia naturale, di una biblioteca, in gran parte dono di Angelo Maria Bandini.
Nella settecentesca cappella fu collocata nel 1782 una pala di Giovanni della Robbia del 1520 circa con la Vergine incoronata dagli angeli tra i santi Pietro, Donato di Scozia, Giovanni Battista e Romolo tratta dalla chiesa di San Pietro a Petrognano. Nel gradino: Presepio, Nascita di san Giovanni Battista, San Pietro liberato dal carcere, San Romolo e il pozzo, San Donato e il lupo.
Ancora attivo è abitato dalla comunità del Seminario che conta 7 seminaristi.